# Seekriegsgrab
Ein Seekriegsgrab ist eine Kriegsgräberstätte in Meeresgewässern. Häufig sind es Wracks von Seefahrzeugen, aus denen gefallene Soldaten aufgrund der Gegebenheiten nicht geborgen wurden, sondern dort verblieben.
Seekriegsgräber sind durch völkerrechtliche Bestimmungen und Gesetze wie den Protection of Military Remains Act 1986 vor Bergung und Plünderung geschützt.
Bekannte zivile Seekriegsgräber sind das Wrack der Lusitania vor der Südküste Irlands sowie das Wrack der Wilhelm Gustloff in der östlichen Ostsee. Die Gustloff birgt mehr als 9000 tote Passagiere und Besatzungsmitglieder.